# Velkoobchod

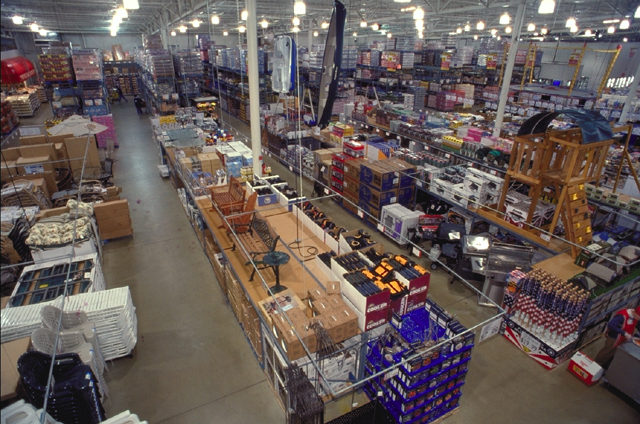
Velkoobchodní prodejna nábytku ve Virginii, USA

Velkoobchod je obchod prováděný ve velkém či většímměřítku, který není primárně určen pro koncového spotřebitele (domácnosti, jednotlivé osoby). Může jít o obchod mezi přímými výrobci a dalšími obchodníky nebo o obchod mezi specializovanými obchody konkrétního sortimentu (elektro, nápoje, stavebniny) a maloobchodníky. Velkoobchodní prodejní jednotky pak nejčastěji zásobují jiná velkoobchodní zařízení nebo maloobchodní síť.

## Strany velkoobchodního prodeje
Jedná se tedy v převážné míře o obchod mezi jednotlivými podnikatelskými subjekty na trhu (Business to business, B2B). Velkoobchodní ceny jsou vždy nižší než ceny maloobchodní, které jsou zvýšeny o příslušnou maloobchodní marži, ta tvoří faktický zisk koncové „obchodní jednotky“. Tato marže musí pokrýt dopravu do prodejen, fixní náklady za místo v obchodech, uskladnění, elektřinu, platy prodavačů, v některých případech i prostředky na podporu prodeje (reklamy, „regálovné“, …). Smlouva velkoobchodního dodavatele a maloobchodního odběratele je výhodná pro oba subjekty, protože dodavatel z ní získá jistotu odbytu konkrétního počtu svých výrobků (o jejichž další osud se de facto dále nemusí starat). Tuto starost o to, aby se předmětné zboží prodalo, přejímá odběratel, ten jej ale kupuje za velkoobchodní ceny a rozdíl na ceny maloobchodní mu generuje výnosy.

## Charakteristika
Velkoobchodní jednotky mívají obvykle podobu velkých skladišť, skladů, úložišť surovin či překladišť zboží a materiálu, doplněné o nezbytné administrativní a provozní zázemí. Někdy bývají doplněny o maloobchodní prodejnu určenou jak pro místní obyvatelstvo, tak pro zaměstnance své firmy. Některá velkoobchodní zařízení mohou být také spojena např. s obchodními balírnami sypkých potravin, zařízeními určenými pro sušení zeleniny, dozrávání ovoce (např. banány), pražírnami oříšků, doplňkovou adjustáží zboží, apod. včetně dalších doplňkových technických služeb (např. doprava, logistika, manipulační technika, údržba apod.).
Od maloobchodů se velkoobchody liší nejen opticky (velkoobchodní prostory nemusejí vypadat tak vábně jako maloobchodní prodejny), ale též subjektem na straně kupujícího a též povahou samotné transakce. U typického „skladového“ velkoobchodu a zejména u dražšího a specifického zboží je v podobě písemné smlouvy, ve které má své závazky nejen dodavatel zboží, ale i jeho odběratel, který se dopředu zavazuje v převzetí a uhrazení určitého počtu zboží v určitém termínu (na rozdíl od koncového zákazníka v maloobchodě, který si může dovolit kdykoli z obchodu „vycouvat“). Samotný objem odebíraného zboží pak může být hybnou silou produkce ze strany výrobce, potažmo celého výrobního řetězce (viz též push production a pull production).

## Historie
Historicky byly první obchody (řádově až tisíce let staré a vycházející z prodeje zemědělské produkce a základních artefaktů) na maloobchodní bázi. Přechodu k velkoobchodnímu modelu umožnila až rapidní zefektivnění výroby a (v případě prodeje zemědělských surovin) intenzifikace zemědělské produkce. O jakémsi předchůdci modelu B2B se dá hovořit již u řemeslníků, kteří si materiál nebo pomůcky pro svoji práci kupovali u jiných výrobců. Za vrcholného středověku postupně dochází ke vzniku manufaktur a rozvoje dělby práce a až ve 20. století následuje (v jeho prvních dvou dekádách) rapidní rozmach masové výroby a od 70. let dochází k intenzifikaci zemědělství. Samotné 20. století (včetně konce století 19.) je pak ve znamení rozvoje marketingu, reklamy a prostředků pro podporu prodeje.